# Charles d'Orléans de Rothelin
Charles d'Orléans de Rothelin (Parigi, 5 agosto 1691 – Parigi, 17 luglio 1744) è stato un numismatico, teologo e presbitero francese, fu anche scrittore e accademico di Francia.
Era un discendente di Dunois. Fu ritenuto come uno dei più sapienti bibliofili del suo tempo e possedette un importante gabinetto di medaglie. Scrisse Observations et détails sur la collection des grands et des petits voyages (1742) e fu eletto all'Académie française nel 1728.